# 約束 (Eveの曲)
「約束」（やくそく）は、Eveの楽曲。メジャー5作目のデジタルシングルとして2020年10月24日に各音楽配信サービスにてリリースされた。

## 概要
前作「廻廻奇譚」から21日ぶりのリリースとなった。
この楽曲がEveが新たに立ち上げた新プロジェクト「WonderWord」の第1弾楽曲となった。
製作チームCloverWorksとコラボしたミュージックビデオが配信日にYouTubeにて公開されており、ミュージックビデオには声優の島﨑信長、斉藤壮馬が参加している。
アルバム『Smile』（2020年）以降にリリースされた楽曲の中で、唯一『廻人』（2022年）に収録されていない。
2022年7月29日、夜野いとが本楽曲を基に制作し、monogatary.comにて投稿された小説「色が泳いで、息をした」が、ニッポン放送にてラジオドラマ化され、2022年8月1日から、「ガクのネ『Eveラジオドラマ ～色が泳いで、息をした～』」の番組名で全4回にわたりオンエアされた。

## 収録内容
| #         | タイトル  | 作詞・作曲 | 編曲      | 時間 |
| --------- | --------- | ---------- | --------- | ---- |
| 1.        | 「約束」  | Eve        | Numa      | 4:05 |
| 合計時間: | 合計時間: | 合計時間:  | 合計時間: | 4:05 |